# ペドロ・パウレット
ペドロ・パウレット・モスターホ（スペイン語: Pedro Paulet Mostajo 1874年7月2日 ペルー アレキパ - 1945年1月30日 アルゼンチン ブエノスアイレス）は1895年に既に液体燃料ロケットを製造して1900年に最初の近代的なロケット推進装置を製造したペルーの科学者である。ドイツのV2ロケットの開発者であるヴェルナー・フォン・ブラウンはパウレットを"宇宙工学の父"の一人とみなしていた。ワシントンD.C.の国立航空宇宙博物館の一角にはパウレットの業績を讃えるささやかな銘板がある。

## 生涯

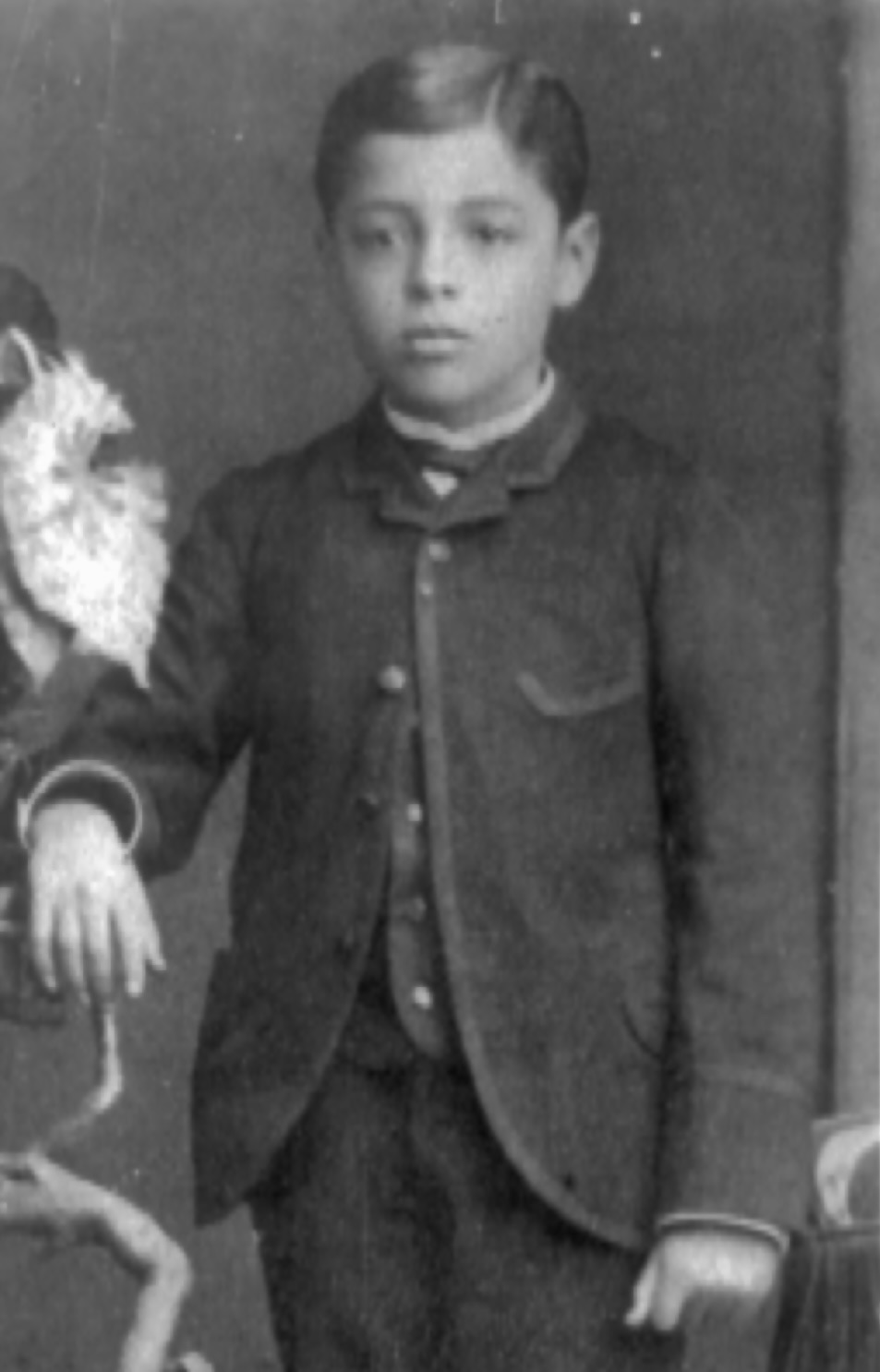
1883年

パウレットは貧しい農家の家庭に生まれ、彼の父は彼の幼少時に亡くなった。ペドロはフランスのラザリストの司祭の勧めでHippolyte Duhamelで学んだ。卒業後、アレキパのサン・アグスティン国立大学で学んだ。
パウレットは1894年に奨学金で技術と建築について学ぶためにパリへ行く機会を得た。化学者のマルセラン・ベルテロの講義を聴き、1898年に彼の生徒として在籍した。1901年に学位を得た。
1900年からパリのペルー領事館で勤務し、1902年にベルギーのアントワープに領事として赴任、1904年にパウレットはペルー政府の依頼でリマで技術職業学校（Escuela de Artes y Oficiosの設立と運営に携わった。並行して1906年に技術と科学を扱う若者向けの『イルストラション・ペルアーナ』(Ilustración Peruana)を刊行した。

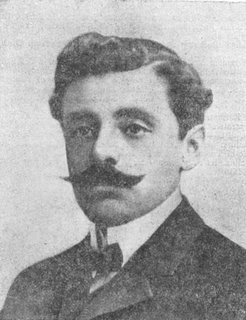
マックス T. バルガス撮影（1910年）

1910年末、パウレットは校長を辞任して再び、ヨーロッパへ赴任した。彼は大半をパリと同様にロンドンで過ごした。1921年からパウロットは再び、外交官になり、ドレスデンに領事として赴任して1929年にオランダのロッテルダムに総領事として赴任して、1932年から1935年にかけて日本の横浜に総領事として赴任した。1935年に彼はペルーに戻った。彼はペルーの外務省に商業課を設立して率いた。1941年に外交任務でブエノスアイレスに派遣され、1945年に亡くなった。

## 業績
パウレットの主張は1927年10月27日にペルーの新聞であるエル コメルシオ誌に彼の初期のロケットエンジンに関する法的な所有権を主張するパウレットからの手紙の記事が掲載されるまで知られていなかった。 
ヨーロッパでロケットのブームが始まっていた事を認識してパウレットは彼の以前の業績の役立つ証人を探した。要約された手紙はロシアのAlexander Scherschevskyによって世界中を巡った。パウレットの主張は現在では認識されつつあり、"液体燃料ロケットの父"という称号は1926年に液体燃料ロケットエンジンを試験機で打ち上げたロバート・ゴダードよりもパウレットであるとみなされるべきかもしれない。
パウレットは同様に1895年に反動エンジン、1900年に推進装置、1902年に熱電池とロケットエンジンを使用した航空機を設計した。彼は月へ飛行する為に核推進の使用に言及した。
1900年にパウレットの人生は転換期を迎えた。ペルー政府から様々な外交特権を与えられた外交団の一員として参加した。彼は最初にパリでペルー領事として赴任して、1902年に総領事としてベルギーのアントワープへ移った。そこで"魚雷飛行機パウレットシステム"の構想を仕上げた。
ペルー政府は彼に彼の計画からの複数の公的な任務を割り当てた。しかし、政府は同様に他の計画に彼の技術と科学的な協力を必要としていた。一例として彼等は彼に太平洋横断無線電信の導入を打診してペルーは彼の電信システムの研究を基に導入した。
1904年、パウレットはペルー政府に技術職業学校（Escuela de Artes y Oficios 現在の高等技術研究所の前身）の設立及び、校長に招聘された。
この計画を実施する為にパウレットは最も顕著なヨーロッパの技術教育の中心の課程を調査した。彼は学校の設立に参加してもらうために著名な教授陣を招聘して最良の実験装置や機械を整備した。

## 遺産
パウレットは1906年に学校と設立した雑誌である『イルストラション・ペルアーナ』（Ilustración Peruana）の編集長を兼務した。この雑誌は若者を対象とした科学。技術の雑誌として知られ、技術職に将来就く若者の航空に重点を置いた準備に重点を置いていた。
2006年12月27日、ペルー空軍と他のペルーの科学組織による共同のロケットにパウレットの業績を讃えてパウレット Iと命名された。その日の打ち上げの高度は45 kmに到達して音速の5倍で飛行した。これはペルーで初めての宇宙への進出の試みだった。将来の計画には人工衛星の軌道投入も含まれる。
ヴェルナー・フォン・ブラウンは、彼の著作『航空の世界史の状態』の中で、「ペドロ・パウレットはパリで過ごした年(1900年)に小さな2.5kgのエンジンを実験して、推力100kgfに達した。これにより、パウレットは液体燃料ロケットの先駆者として看做されるべきである。」と記述している。また『ロケット工学と宇宙旅行の歴史』の中で、「彼の努力によって、パウレットは人類の月への到達を助けた。」と記している。
ペルーでは、パウレットの誕生日を正式に国家航空の日として宣言する。

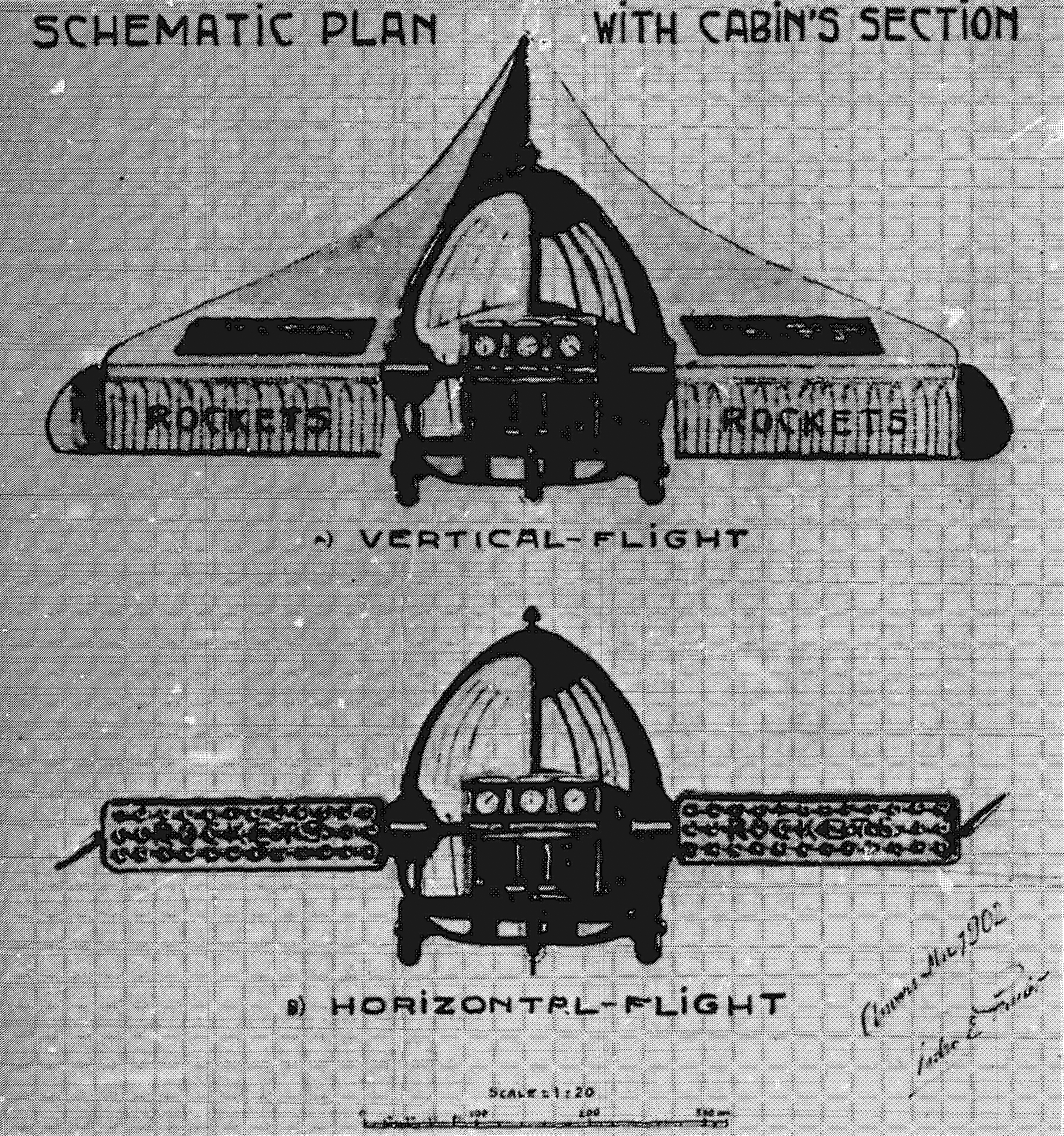
アビオン魚雷

ペルー空軍は、リマの航空博物館に"ペドロ・パウレット・ホール"を建設し、パウレットの作品、スケッチ原画、そして彼の発明の縮小模型などを主要な展示物として公開している。

## 顕彰
- パウレットの誕生日の7月2日はペルーの航空の日に制定された。[6][7]
- 1974年11月28日にパウレットの100回目の誕生日にペルー郵便から8 Solの額面の記念切手が発行された。[8]
- 1985年9月10日にベルギーの天文学者であるアンリ・ドゥブオーニュは発見した小惑星帯の小惑星に(4443) パウレットと命名した。[9]
- ペルーのロケットは彼の名に由来するパウレット Iと名付けられた。
- パウレット Iの開始から1年後にペルー郵便は2枚の額面3 Solの切手を発行した。[10]
- リマの航空博物館にパウレットの業績の展示がある。[11]
- 彼の出身地であるTiabayaに黄金の像が建立された。[12]
- GoogleはペルーのGoogle Doodleで2011年7月2日にペドロ パウレットの137歳の誕生日に関連して表示した[13]

## 文献
- Megan Paulet: Pedro Paulet (1874-1945), padre de la astronáutica. CONCYTEC, Lima 1988
- Sara Madueño: Pedro Paulet: Peruvian Space and Rocket Pioneer. In: 21st Century, Vol. 14, No. 4 Winter 2001-2002, übersetzt von Valerie Rush und Carlos Potes (Online)